# 阿尔德环形山
阿尔德环形山（Alder）是月球背面位于南极-艾托肯盆地中的一座大撞击坑，约形成于早雨海世，其名称取自德国有机化学家库尔特·阿尔德（1902年-1958年），1979年被国际天文学联合会批准接受。

## 描述

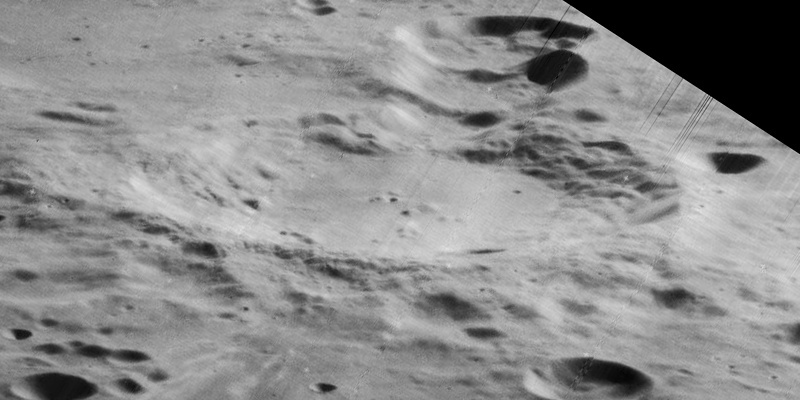
月球轨道器5号拍摄图像

该陨坑西北毗邻巨大的冯·卡门环形山，东南和西南偏南分别坐落了博斯环形山和波义耳环形山。陨坑中心月面坐标为48°38′S 177°53′W / 48.63°S 177.88°W，直径82.12公里，深度约2.80公里。
阿尔德环形山内侧壁较为粗糙并略带有阶地状结构，沿坡底显示有岩体崩塌堆积的痕迹。坑壁最大高出周边地形1370米，内部容积约6294立方千米。坑底东部分布有数道低矮的山脊，从中心处笔直向东延伸，靠近东侧内壁坐落了一座醒目的小陨坑。
根据阿尔德环形山撞击形成时所抛射岩石的光谱分析显示，其矿岩种类主要为典型的月表低地区岩石—斜长岩，是南极-艾托肯盆地内唯一一处不是以辉石—一种典型的月表高地区岩石占主导地位的区域。

## 卫星陨石坑
按惯例，最靠近阿尔德环形山的卫星坑将在月图上以字母标注在它的中心点旁边。

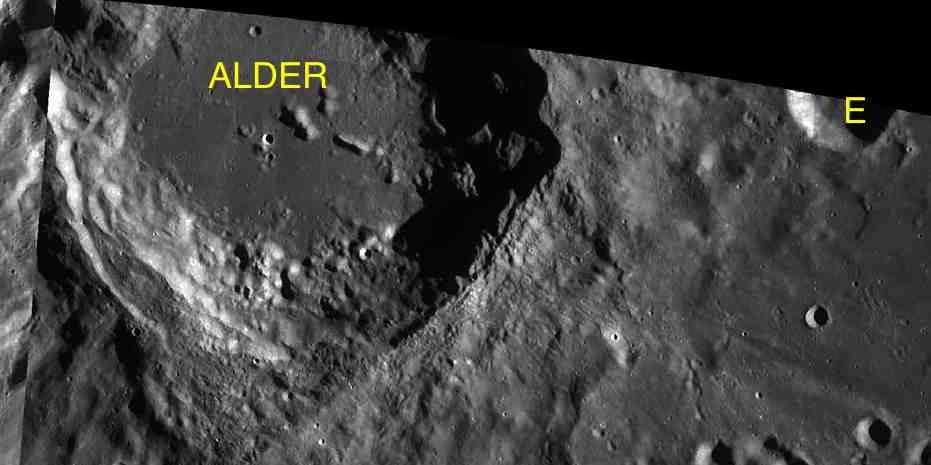
LAC-132 区域图

| 阿尔德 | 纬度    | 经度     | 直径    |
| ------ | ------- | -------- | ------- |
| E      | 47.6° S | 172.3° W | 16 公里 |

## 另请参阅
- Andersson, L. E.; Whitaker, E. A. . NASA RP-1097. 1982.
- Blue, Jennifer. . USGS. July 25, 2007  [2007-08-05]. （原始内容存档于2012-04-12）.
- Bussey, B.; Spudis, P. . New York: Cambridge University Press. 2004. ISBN 978-0-521-81528-4.
- Cocks, Elijah E.; Cocks, Josiah C. . Tudor Publishers. 1995. ISBN 978-0-936389-27-1.
- McDowell, Jonathan. . Jonathan's Space Report. July 15, 2007  [2007-10-24]. （原始内容存档于2012-02-08）.
- Menzel, D. H.; Minnaert, M.; Levin, B.; Dollfus, A.; Bell, B. . Space Science Reviews. 1971, 12 (2): 136–186. Bibcode:1971SSRv...12..136M. doi:10.1007/BF00171763.
- Moore, Patrick. . Sterling Publishing Co. 2001. ISBN 978-0-304-35469-6.
- Price, Fred W. . Cambridge University Press. 1988. ISBN 978-0-521-33500-3.
- Rükl, Antonín. . Kalmbach Books. 1990. ISBN 978-0-913135-17-4.
- Webb, Rev. T. W.  6th revised. Dover. 1962. ISBN 978-0-486-20917-3.
- Whitaker, Ewen A. . Cambridge University Press. 1999. ISBN 978-0-521-62248-6.
- Wlasuk, Peter T. . Springer. 2000. ISBN 978-1-85233-193-1.